# МР-310 «Ангара-А»
РЛС МР-310 "Ангара-А" — предназначалась для отображения воздушной и надводной обстановки и позволяла обнаруживать воздушные и надводные цели, определять их дальность, азимут и угол места и передавать эти данные в систему приборов управления стрельбой.

## Состав
- Антенный пост
- Радиотехнические блоки
- Индикатор на ЭЛТ
- Выносной индикатор на ЭЛТ

## Принцип действия
Корабельная трёхкоординатная РЛС имела два радиолокационных канала и работала в круговом, секторном и режиме сопровождения целей. Для уменьшения ошибки в измерении угловых координат и облегчения условий работы операторов во время качки в схеме привода наведения была применена стабилизация. Кроме «ВИКО», вводится и «ВИКОЦ» тот же выносной индикатор, только с возможностью целеуказания оружию корабля. ВИКО и ВИКОЦ располагались на командирском мостике и в боевой рубке. Станция могла определять отклонения падения артиллерийских снарядов и ракет по всплескам.

## Размещается
Надводные корабли среднего и большого водоизмещения

## Технические характеристики
| Число каналов                        | 2         |
| Диапазон частот                      | 10 см     |
| Дальность обзора                     | 200 км    |
| Азимут обзора                        | 360°      |
| Угол места                           | 55°       |
| Дальность обнаружения надводной цели | до 56 км  |
| Темп обзора                          | 5—10 сек. |